# لاري بارتلس
لاري بارتلس (بالإنجليزية: Larry Bartels)‏ هو عالم سياسة أمريكي، ولد في 16 مايو 1956.